# Oriol Sellarès Martínez
Oriol Sellarès Martínez (nascido em 10 de agosto de 1987) é um atleta espanhol a nível regional e atleta-guia a nível internacional, que representou a Espanha nos Jogos Paralímpicos de Verão de 2012 em Londres como guia do atleta paralímpico Ricardo de Pedraza Losa, que possui deficiência visual.

## Contexto
Sellarès é da região catalã da Espanha e nasceu no dia 10 de agosto de 1987. Atualmente reside em Monistrol Montserrat, Barcelona. Em 2011, ele felicitou a La Vanguardia por criar uma versão do site para os jovens falantes de língua catalã.